# Danh sách thương hiệu trò chơi điện tử có doanh thu cao nhất
Dưới đây là danh sách thương hiệu trò chơi điện tử đã đạt doanh thu ít nhất 1 tỉ đô-la.

## Danh sách
Đây là một danh sách chưa hoàn tất, và có thể sẽ không bao giờ thỏa mãn yêu cầu hoàn tất. Bạn có thể đóng góp bằng cách mở rộng nó bằng các thông tin đáng tin cậy.

### Ít nhất 10 tỉ đô-la
| Thương hiệu                  | Năm ra đời | Tổng doanh thu                      | Thành phần doanh thu | Chủ thương hiệu                                                            | Nền tảng đầu tiên | Thể loại đầu tiên                        |
| ---------------------------- | ---------- | ----------------------------------- | --- | -------------------------------------------------------------------------- | ----------------- | ---------------------------------------- |
| Mario                        | 1982       | Ước tính $32.4 tỉ (tính đến 2019)   | - Super Mario – 17,011 tỉ đô la Mỹ - Mario Kart – 6,107 tỉ đô la Mỹ - Các trò chơi điện tử Mario khác – 9,282 tỉ đô la Mỹ          | Nintendo                                                                   | Arcade            | Platformer (2D platformer)               |
| Pokémon                      | 1996       | Ước tính $19.533 tỉ (tính đến 2019) | - Console (1996–2018) – 13,778 tỉ đô la Mỹ - Di động (2016–2019) – 4,792 tỉ đô la Mỹ - Sword & Shield (2019) – 963 triệu đô la Mỹ  | Nintendo (trademark) The Pokémon Company (Nintendo, Game Freak, Creatures) | Game Boy          | Nhập vai (JRPG)                          |
| Call of Duty                 | 2003       | Ước tính $18.132 tỉ (tính đến 2019) | - 2003–2016 – 15 tỉ đô la Mỹ - 2017–2018 – 2 tỉ đô la Mỹ - 2019 – 1,132 tỉ đô la Mỹ                                                | Activision                                                                 | PC                | Bắn súng (FPS)                           |
| Dòng trò chơi Wii            | 2006       | Ước tính $14.808 tỉ (tính đến 2018) | - Wii Sports – 6,08 tỉ đô la Mỹ - Wii Fit – 5 tỉ đô la Mỹ - Các trò chơi khác – 3,728 tỉ đô la Mỹ                                  | Nintendo                                                                   | Wii               | Mô phỏng (Thể thao) Vận động             |
| Pac-Man                      | 1980       | Ước tính $14.107 tỉ (tính đến 2016) | - Pac-Man – 12,81 tỉ đô la Mỹ - Ms. Pac-Man – 1,2 tỉ đô la Mỹ - Các trò chơi khác (Mỹ) – 97 triệu đô la Mỹ                         | Bandai Namco Entertainment                                                 | Arcade            | Hành động (Mê cung)                      |
| Space Invaders               | 1978       | Ước tính $13.93 tỉ (tính đến 2017)  | - Space Invaders – 13,93 tỉ đô la Mỹ                                                                                               | Taito (Square Enix)                                                        | Arcade            | Bắn súng (Shoot 'em up)                  |
| Dungeon Fighter Online (DFO) | 2005       | Ước tính $13.4 tỉ (tính đến 2019)   | - 2005–2017 – 10,3 tỉ đô la Mỹ - 2018 – 1,5 tỉ đô la Mỹ - 2019 – 1,6 tỉ đô la Mỹ                                                   | Neople (Nexon) Tencent                                                     | PC                | Beat 'em up Hành động nhập vai MMORPG    |
| Street Fighter               | 1987       | Ước tính $12.009 tỉ (tính đến 2019) | - Street Fighter II – 10,61 tỉ đô la Mỹ - Other games (Nhật Bản) – 496 triệu đô la Mỹ - Other games (quốc tế) – 903 triệu đô la Mỹ | Capcom                                                                     | Arcade            | Đối kháng (Đối kháng 2D)                 |
| CrossFire                    | 2007       | Ước tính $12 tỉ (tính đến 2019)     | - 2007–2015 – $6.8 tỉ - 2016–2017 – 2,5 tỉ đô la Mỹ - 2018–2019 – 2,7 tỉ đô la Mỹ                                                  | Smilegate Tencent                                                          | PC                | Bắn súng (FPS) Bắn súng chiến thuật      |
| FIFA                         | 1993       | Ước tính $11.479 tỉ (tính đến 2019) | - 1993–2013 – 6 tỉ đô la Mỹ - 2014–2017 – 2,917 tỉ đô la Mỹ - 2018–2019 – 2,562 tỉ đô la Mỹ                                        | Electronic Arts                                                            | Sega Mega Drive   | Thể thao (Bóng đá)                       |
| Warcraft                     | 1994       | Ước tính $11.227 tỉ (tính đến 2018) | - Ba trò chơi đầu tiên – 236 triệu đô la Mỹ - World of Warcraft – 9,391 tỉ đô la Mỹ - Hearthstone – 1,6 tỉ đô la Mỹ                | Blizzard Entertainment                                                     | PC                | Chiến thuật (Chiến thuật thời gian thực) |
| Final Fantasy                | 1987       | Ước tính $10.958 tỉ (tính đến 2019) | - Final Fantasy I đến XIV – 8,17 tỉ đô la Mỹ - Final Fantasy XV – 1,212 tỉ đô la Mỹ - Các spin-off – 1,576 tỉ đô la Mỹ             | Square Enix                                                                | NES               | Nhập vai (JRPG)                          |
| League of Legends (LoL)      | 2009       | Ước tính $6 tỉ (tính đến 2019)      | - Tính đến 2016 – 5,098 tỉ đô la Mỹ - 2017–2018 – 3,5 tỉ đô la Mỹ - 2019 – 1,5 tỉ đô la Mỹ                                         | Riot Games (Tencent)                                                       | PC Mac            | Chiến thuật (MOBA)                       |

### Ít nhất 5 tỉ đô-la
| Thương hiệu                                 | Năm ra đời | Tổng doanh thu                                                      | Thành phần doanh thu | Chủ thương hiệu                     | Nền tảng đầu tiên     | Thể loại đầu tiên               |
| ------------------------------------------- | ---------- | ------------------------------------------------------------------- | --- | ----------------------------------- | --------------------- | ------------------------------- |
| Grand Theft Auto (GTA)                      | 1997       | Ước tính $9.986 tỉ (tính đến 2019)                                  | - 1997–2009 – 3,368 tỉ đô la Mỹ - 2012–2018 – 6,023 tỉ đô la Mỹ - 2019 – 595 triệu đô la Mỹ                                                         | Rockstar Games                      | PC                    | Hành động phiêu lưu             |
| Lineage                                     | 1998       | Ước tính $9.715 tỉ (tính đến 2019)                                  | - Lineage I & II (PC) – 5,283 tỉ đô la Mỹ - Trò chơi di động – 4,432 tỉ đô la Mỹ                                                                    | NCSoft                              | PC Mac                | Nhập vai (MMORPG)               |
| Monster Strike                              | 2013       | Ước tính $8.156 tỉ (tính đến 2019)                                  | - Di động – 8,12 tỉ đô la Mỹ - Nintendo 3DS – 36 triệu đô la Mỹ                                                                                     | Mixi                                | Di động               | Giải đố (Vật lý) JRPG           |
| Puzzle & Dragons                            | 2012       | Ước tính $7.786 tỉ (tính đến 2019)                                  | - Di động – 7,703 tỉ đô la Mỹ - Nintendo 3DS – 83 triệu đô la Mỹ                                                                                    | GungHo Online Entertainment         | Di động               | Giải đố (Tile-matching) JRPG    |
| Candy Crush                                 | 2012       | Ước tính $7.503 tỉ (tính đến 2019)                                  | - Candy Crush Saga – 5,41 tỉ đô la Mỹ - Candy Crush Soda Saga – 2 tỉ đô la Mỹ - Các trò chơi khác – 93 triệu đô la Mỹ                               | King                                | Trình duyệt           | Giải đố (Tile-matching)         |
| Donkey Kong                                 | 1981       | Ước tính $6.846 tỉ (tính đến 2019)                                  | - Donkey Kong (1981) – 4,4 tỉ đô la Mỹ - Donkey Kong Country – 2,223 tỉ đô la Mỹ - Các trò chơi khác (Nhật Bản) – 223,4 triệu đô la Mỹ              | Nintendo                            | Arcade                | Platform (Trò chơi platform 2D) |
| Honor of Kings (Arena of Valor)             | 2015       | Ước tính $20.75 tỉ (tính đến 2019)                                  | - 2016 – 1,61 tỉ đô la Mỹ - 2017–2018 – 3,54 tỉ đô la Mỹ - 2019 – 1,6 tỉ đô la Mỹ                                                                   | Tencent Games                       | Di động               | Chiến thuật (MOBA)              |
| Westward Journey                            | 2001       | Ước tính $6.524 tỉ (tính đến 2018)                                  | - PC – 3,995 tỉ đô la Mỹ - Di động – 2,529 tỉ đô la Mỹ                                                                                              | NetEase                             | PC                    | Nhập vai (MMORPG)               |
| Dragon Quest (Dragon Warrior)               | 1986       | Ước tính $6.501 tỉ (tính đến 2019)                                  | - Bán lẻ tại Nhật Bản – 5,097 tỉ đô la Mỹ - Mobile (2017–2019) – 973,1 triệu đô la Mỹ - Arcade games – 430,4 triệu đô la Mỹ                         | Square Enix                         | NES                   | Nhập vai (JRPG)                 |
| Clash of Clans                              | 2012       | Ước tính $6.4 tỉ (tính đến 2019)                                    | | Supercell (Tencent)                 | Di động               | Chiến thuật                     |
| Sonic the Hedgehog                          | 1991       | Ước tính $6.345 tỉ (tính đến 2019)                                  | - Sonic the Hedgehog – 5,095 tỉ đô la Mỹ - Mario & Sonic – 1,25 tỉ đô la Mỹ                                                                         | Sega                                | Sega Mega Drive       | Platform (2D platformer)        |
| Dragon Ball                                 | 1986       | Ước tính $6.226 tỉ (tính đến 2019)                                  | - Các trò chơi điện tử Dragon Ball – 6,009 tỉ đô la Mỹ - Shōnen Jump – 217,3 triệu đô la Mỹ                                                         | Shueisha Bandai Namco Entertainment | Super Cassette Vision | Bắn súng (Shoot 'em up)         |
| Pro Evolution Soccer (PES) / Winning Eleven | 1995       | Ước tính $6.131 tỉ (tính đến 2019)                                  | - Nhật Bản (2001–2014) – 1,175 tỉ đô la Mỹ - Doanh thu khác (2001–2019) – 4,669 tỉ đô la Mỹ - Di động tại Nhật Bản (2018–2019) – 287 triệu đô la Mỹ | Konami                              | PlayStation           | Thể thao (Bóng đá)              |
| Star Wars                                   | 1982       | Ước tính $6.03 tỉ (tính đến 2020)                                   | - 1982–2015 – 4 tỉ đô la Mỹ - Di động (2016–2019) – 1,01 tỉ đô la Mỹ - Console/PC (2017–2019) – 1,02 tỉ đô la Mỹ                                    | Lucasfilm LucasArts                 | Atari 2600            | Bắn súng (Shoot 'em up)         |
| Digimon                                     | 1997       | Ước tính $5.905 tỉ (tính đến 2017) (bao gồm các mặt hàng liên quan) | - Trò chơi console (Nhật Bản) – 90,5 triệu đô la Mỹ - Thú ảo – 424,1 triệu đô la Mỹ - Các mặt hàng liên quan – 5,39 tỉ đô la Mỹ                     | Bandai Namco Entertainment          | Thú ảo                | Mô phỏng (Thú ảo)               |
| Madden NFL                                  | 1988       | Ước tính $5.2 tỉ (tính đến 2018)                                    | - 1988–2013 – 4 tỉ đô la Mỹ - 2014–2018 – 1,2 tỉ đô la Mỹ                                                                                           | Electronic Arts                     | Apple II              | Thể thao (Bóng bầu dục Mỹ)      |
| The Sims                                    | 2000       | $5 tỉ (tính đến 2019)                                               | - The Sims 3 – 1 tỉ đô la Mỹ - The Sims 4 – 1 tỉ đô la Mỹ                                                                                           | Electronic Arts                     | PC                    | Mô phỏng (Life simulation)      |
| Halo                                        | 2001       | Ước tính $5 tỉ (tính đến 2015) (bao gồm console bundle)             | | Microsoft                           | Xbox                  | Bắn súng (FPS)                  |

### Ít nhất 2 tỉ đô-la
| Thương hiệu                             | Năm ra đời | Tổng doanh thu                                                                   | Thành phần doanh thu | Chủ thương hiệu                                    | Nền tảng đầu tiên      | Thể loại đầu tiên                               |
| --------------------------------------- | ---------- | -------------------------------------------------------------------------------- | --- | -------------------------------------------------- | ---------------------- | ----------------------------------------------- |
| Fortnite                                | 2017       | Ước tính $4.289 tỉ (tính đến 2019)                                               | - 2017 – 89 triệu đô la Mỹ - 2018 – 2,4 tỉ đô la Mỹ - 2019 – 1,8 tỉ đô la Mỹ                                                                       | Epic Games                                         | PS4 Xbox One PC        | Sinh tồn (Battle royale)                        |
| Fate                                    | 2004       | Ước tính $4.135 tỉ (tính đến 2019)                                               | - Fate/Grand Order – 4,049 tỉ đô la Mỹ - Các trò chơi Fate khác – 86,3 triệu đô la Mỹ                                                              | Type-Moon Aniplex (Sony Music Entertainment Japan) | PC                     | Phiêu lưu (Visual novel)                        |
| Assassin's Creed                        | 2007       | Ước tính $4.091 tỉ (tính đến 2016)                                               | - 2007–2016 – 4 tỉ đô la Mỹ - 2017 – 91 triệu đô la Mỹ                                                                                             | Ubisoft                                            | PlayStation 3 Xbox 360 | Hành động phiêu lưu (Lén lút)                   |
| Need for Speed (NFS)                    | 1994       | $4 tỉ (tính đến 2014)                                                            | | Electronic Arts                                    | 3DO                    | Đua xe (Arcade)                                 |
| Gran Turismo                            | 1997       | $4 tỉ (tính đến 2017)                                                            | | Sony Interactive Entertainment                     | PlayStation            | Đua xe (Mô phỏng)                               |
| The Legend of Zelda (Zelda no Densetsu) | 1986       | Ước tính $3.853 tỉ (tính đến 2019)                                               | - Zelda I & II (NES) – 501 triệu đô la Mỹ - Nhật Bản (1991–2019) – 841 triệu đô la Mỹ - Quốc tế (1991–2019) – 2,511 tỉ đô la Mỹ                    | Nintendo                                           | Famicom Disk System    | Hành động phiêu lưu                             |
| Monster Hunter                          | 2004       | Ước tính $3.824 tỉ (tính đến 2019) (bao gồm tất cả các phương tiện truyền thông) | - Các trò chơi điện tử (2004–2017) – 1,797 tỉ đô la Mỹ - World (2018) – 985 triệu đô la Mỹ - Các phương tiện truyền thông khác – 1,042 tỉ đô la Mỹ | Capcom                                             | PlayStation 2          | Nhập vai (Hành động nhập vai)                   |
| Resident Evil (Biohazard)               | 1996       | Ước tính $3.777 tỉ (tính đến 2019)                                               | - 1996–2011 – 2,474 tỉ đô la Mỹ - Các trò chơi điện tử từ 2012–2017 – 950 triệu đô la Mỹ - Resident Evil 2 (2019) – 353 triệu đô la Mỹ             | Capcom                                             | PlayStation            | Hành động phiêu lưu (Kinh dị sinh tồn)          |
| Skylanders                              | 2011       | Ước tính $3.5 tỉ (tính đến 2017) (bao gồm tất cả các phương tiện truyền thông)   | | Activision                                         | Wii                    | Platform (Platform 3D)                          |
| Super Smash Bros.                       | 1999       | Ước tính $3.438 tỉ (tính đến 2019)                                               | - Các trò chơi điện tử (1999–2017) – 2,254 tỉ đô la Mỹ - Ultimate (2018) – 1,11 tỉ đô la Mỹ - Amiibo – 74,04 triệu đô la Mỹ                        | Nintendo                                           | Nintendo 64            | Đối kháng                                       |
| PlayerUnknown's Battlegrounds (PUBG)    | 2017       | Ước tính $3.428 tỉ (tính đến 2019)                                               | - 2017 – 900 triệu đô la Mỹ - 2018 (premium) – 1,028 tỉ đô la Mỹ - PUBG Mobile – 1,5 tỉ đô la Mỹ                                                   | Bluehole Tencent                                   | PC                     | Sinh tồn (Battle royale)                        |
| Mortal Kombat                           | 1992       | Ước tính $3.21 tỉ (tính đến 2019)                                                | - Arcade (1992–2000) – 1,17 tỉ đô la Mỹ - Home (1992–2000) – 989 triệu đô la Mỹ - 2002–2019 – 1,051 tỉ đô la Mỹ                                    | Warner Bros. Interactive                           | Arcade                 | Đối kháng (Đối kháng 2D)                        |
| Tomb Raider                             | 1996       | Ước tính $3.122 tỉ (tính đến 2017) (bao gồm tất cả các phương tiện truyền thông) | - 1996–2012 – 1 tỉ đô la Mỹ - 2013–2017 – 1,08 tỉ đô la Mỹ - Các phương tiện truyền thông khác – 1,042 tỉ đô la Mỹ                                 | Square Enix                                        | Sega Saturn            | Platform (Platform giải đố) Hành động phiêu lưu |
| The Elder Scrolls                       | 1994       | Ước tính $3.05 tỉ (tính đến 2020)                                                | - The Elder Scrolls I to IV – 658 triệu đô la Mỹ - Skyrim – 1,39 tỉ đô la Mỹ - Các spin-off – 1,002 tỉ đô la Mỹ                                    | ZeniMax Media                                      | PC                     | Nhập vai (Hành động nhập vai)                   |
| MapleStory                              | 2003       | Ước tính $3.004 tỉ (tính đến 2018)                                               | - PC – 2,981 tỉ đô la Mỹ - Hệ máy cầm tay – 23,3 triệu đô la Mỹ                                                                                    | Wizet Nexon                                        | PC                     | Nhập vai (MMORPG)                               |
| Minecraft                               | 2011       | Ước tính $2.898 tỉ (tính đến 2019)                                               | - PC – 889 triệu đô la Mỹ - Pocket Edition – 500 triệu đô la Mỹ - Các nền tảng khác – 1,509 tỉ đô la Mỹ                                            | Mojang                                             | PC Mac                 | Sandbox Sinh tồn                                |
| Battlefield                             | 2002       | Ước tính $2.74 tỉ (tính đến 2017)                                                | - Battlefield 3 – 1,1 tỉ đô la Mỹ - Battlefield 4 – 499,9 triệu đô la Mỹ - Battlefield 1 – 1,14 tỉ đô la Mỹ                                        | Electronic Arts                                    | PC                     | Bắn súng (FPS)                                  |
| Metal Gear                              | 1987       | Ước tính $2.513 tỉ (tính đến 2016)                                               | - Nhật Bản (1998–2016) – 512 triệu đô la Mỹ - Quốc tế (1987–2015) – 1,408 tỉ đô la Mỹ - Doanh thu khác – 593,1 triệu đô la Mỹ                      | Konami                                             | MSX2                   | Hành động phiêu lưu (Lén lút)                   |
| Tom Clancy's                            | 1987       | Ước tính $2.029 tỉ (tính đến 2019)                                               | - 2002–2006 – 101 triệu đô la Mỹ - The Division (2016–2018) – 1,2 tỉ đô la Mỹ - 2019 – 728 triệu đô la Mỹ                                          | Ubisoft                                            | Commodore / ST / PC    | Mô phỏng (Mô phỏng phương tiện)                 |
| NBA Jam                                 | 1993       | $2 tỉ (tính đến 2010)                                                            | | Midway Games                                       | Arcade                 | Thể thao (Bóng rổ)                              |
| Lego                                    | 1995       | $2 tỉ (tính đến 2014)                                                            | | The Lego Group                                     | Sega Pico              | Giáo dục                                        |
| Guitar Hero                             | 2005       | $2 tỉ (tính đến 2010)                                                            | | Activision                                         | PlayStation 2          | Âm nhạc (Nhịp điệu)                             |
| Clash Royale                            | 2016       | Ước tính $2 tỉ (tính đến 2018)                                                   | | Supercell (Tencent)                                | Di động                | Chiến thuật (Chiến thuật thời gian thực)        |

### Ít nhất 1 tỉ đô-la
| Thương hiệu                         | Năm ra đời | Tổng doanh thu                                                                   | Thành phần doanh thu | Chủ thương hiệu                          | Nền tảng đầu tiên       | Thể loại đầu tiên                        |
| ----------------------------------- | ---------- | -------------------------------------------------------------------------------- | --- | ---------------------------------------- | ----------------------- | ---------------------------------------- |
| One Piece                           | 2000       | Ước tính $1.89 tỉ (tính đến 2019)                                                | - One Piece – 1,771 tỉ đô la Mỹ - Các trò chơi điện tử Shōnen Jump – 119,3 triệu đô la Mỹ                                                       | Bandai Namco Entertainment               | WonderSwan              | Chiến thuật nhập vai (Theo lượt)         |
| Onimusha                            | 2001       | Ước tính $1.798 tỉ (tính đến 2016)                                               | - Các trò chơi trên PS2 – 246 triệu đô la Mỹ - Arcade/Pachinko – 1,552 tỉ đô la Mỹ                                                              | Capcom                                   | PlayStation 2           | Hành động phiêu lưu Hack & slash         |
| Spider-Man                          | 1982       | Ước tính $1.65 tỉ (tính đến 2018)                                                | - 1982–2003 – 1 tỉ đô la Mỹ - Spider-Man 2 (2004) – 110 triệu đô la Mỹ - Spider-Man (2018) – 540 triệu đô la Mỹ                                 | Marvel Entertainment Sony                | Atari 2600              | Hành động                                |
| Fallout                             | 1997       | Ước tính $1.642 tỉ (tính đến 2019)                                               | - Fallout 1 đến 3 – 344 triệu đô la Mỹ - Fallout 4 – 750 triệu đô la Mỹ - Các spin-off – 548 triệu đô la Mỹ                                     | ZeniMax Media                            | PC                      | Nhập vai (Theo lượt)                     |
| Tetris                              | 1988       | Ước tính $1.631 tỉ (tính đến 2011)                                               | - Game Boy – 753 triệu đô la Mỹ - Mobile – 532 triệu đô la Mỹ - NES – 346 triệu đô la Mỹ                                                        | Tetris Holding                           | IBM PC Commodore 64     | Giải đố (Tile-matching)                  |
| Harry Potter                        | 2001       | Ước tính $1.555 tỉ (tính đến 2018)                                               | - 2001–2014 – 1,5 tỉ đô la Mỹ - Hogwarts Mystery (2018) – 55 triệu đô la Mỹ                                                                     | Electronic Arts Warner Bros. Interactive | Game Boy PlayStation PC | Hành động phiêu lưu                      |
| Disney Tsum Tsum                    | 2014       | $1.5 tỉ (tính đến 2019)                                                          | | Line Corporation The Walt Disney Company | Di động                 | Giải đố                                  |
| Black Desert Online                 | 2015       | $1.5 tỉ (tính đến 2019)                                                          | | Kakao Games                              | PC                      | Nhập vai (MMORPG)                        |
| The Idolmaster                      | 2005       | Ước tính $1.236 tỉ (tính đến 2019) (bao gồm tất cả các phương tiện truyền thông) | - Các trò chơi di động – 709 triệu đô la Mỹ - Các trò chơi console – 65 triệu đô la Mỹ - Các phương tiện truyền thông khác – 462 triệu đô la Mỹ | Bandai Namco Entertainment               | Arcade                  | Âm nhạc (Nhiệp điệu) Mô phỏng cuộc sống  |
| Counter-Strike                      | 2000       | Ước tính $1.233 tỉ (tính đến 2018)                                               | - Counter-Strike: Global Offensive (2015–2018) – 1,233 tỉ đô la Mỹ                                                                              | Valve                                    | PS3 / Xbox 360 / PC     | Bắn súng (FPS)                           |
| Power Pros (Pro Yakyū)              | 1994       | Ước tính $1.159 tỉ (tính đến 2019)                                               | - Các trò chơi di động – 1,159 tỉ đô la Mỹ | Konami                                   | Super Famicom           | Thể thao (Bóng chày)                     |
| Gundam                              | 1983       | Ước tính $1.152 tỉ (tính đến 2018)                                               | - 2000–2007 (Nhật Bản) – 691 triệu đô la Mỹ - 2008–2014 (Nhật Bản) – 436 triệu đô la Mỹ - Di động (2018) – 25 triệu đô la Mỹ                    | Bandai Namco Entertainment               | FM-7 Handheld PC        | Phiêu lưu Bắn súng Nhập vai              |
| Doom                                | 1993       | Ước tính $1.088 tỉ (tính đến 2020) (bao gồm tất cả các phương tiện truyền thông) | - Trò chơi điện tử – 1 tỉ đô la Mỹ - Phim – 88 triệu đô la Mỹ                                                                                   | ZeniMax Media                            | PC                      | Bắn súng (FPS)                           |
| World Club Champion Football (WCCF) | 2002       | Ước tính $1.036 tỉ (tính đến 2016)                                               | - Intercontinental Clubs – 152 triệu đô la Mỹ - Thẻ (2002–2012) – 547 triệu đô la Mỹ - Thẻ (2013–2016) – 337 triệu đô la Mỹ                     | Sega                                     | Arcade                  | Thẻ sưu tập số                           |
| Dota                                | 2003       | Ước tính $1.035 tỉ (tính đến 2019)                                               | - Dota 2 (2015–2017) – 904 triệu đô la Mỹ - eSports (2013–2019) – 131 triệu đô la Mỹ                                                            | Valve                                    | PC                      | Chiến thuật (MOBA)                       |
| Angry Birds                         | 2009       | Ước tính $1.001 tỉ (tính đến 2019) (bao gồm phim)                                | - Angry Birds (tính đến năm 2011) – 100 triệu đô la Mỹ - Angry Birds 2 & Evolution – 363 triệu đô la Mỹ - Phim – 538 triệu đô la Mỹ             | Rovio Entertainment                      | Di động                 | Giải đố (Vật lý)                         |
| Defender                            | 1981       | $1 tỉ (tính đến 2001)                                                            | | Williams Electronics                     | Arcade                  | Bắn súng (Shoot 'em up)                  |
| Diablo                              | 1996       | $1 tỉ (tính đến 2017)                                                            | | Blizzard Entertainment                   | PC                      | Nhập vai (Hành động nhập vai)            |
| StarCraft                           | 1998       | $1 tỉ (tính đến 2017)                                                            | | Blizzard Entertainment                   | PC                      | Chiến thuật (Chiến thuật thời gian thực) |
| Red Dead                            | 2004       | $1 tỉ (tính đến 2018)                                                            | | Rockstar Games                           | PlayStation 2 / Xbox    | Hành động phiêu lưu                      |
| Runescape                           | 2001       | $1 tỉ (tính đến 2018)                                                            | | Jagex                                    | PC                      | MMORPG                                   |
| Forza                               | 2005       | $1 tỉ (tính đến 2017)                                                            | | Microsoft Studios                        | Xbox                    | Đua xe (Mô phỏng)                        |
| Gears of War                        | 2006       | $1 tỉ (tính đến 2011)                                                            | | Microsoft Studios                        | Xbox 360                | Bắn súng (TPS)                           |
| Bubble Witch                        | 2011       | $1 tỉ (tính đến 2017)                                                            | | King                                     | Trình duyệt / Facebook  | Giải đố                                  |
| Pet Rescue                          | 2012       | $1 tỉ (tính đến 2017)                                                            | | King                                     | Facebook                | Giải đố                                  |
| Dishonored                          | 2012       | $1 tỉ (tính đến 2020)                                                            | | ZeniMax Media                            | PlayStation / Xbox / PC | Hành động phiêu lưu (Lén lút)            |
| Farm Heroes                         | 2013       | $1 tỉ (tính đến 2017)                                                            | | King                                     | Di động                 | Giải đố                                  |
| Destiny                             | 2014       | $1 tỉ (tính đến 2017)                                                            | | Bungie                                   | PlayStation / Xbox      | Bắn súng (FPS)                           |
| Heroes of the Storm                 | 2015       | $1 tỉ (tính đến 2017)                                                            | | Blizzard Entertainment                   | PC / Mac                | Chiến thuật (MOBA)                       |
| Overwatch                           | 2016       | $1 tỉ (tính đến 2017)                                                            | | Blizzard Entertainment                   | PS4 / Xbox One / PC     | Bắn súng (FPS)                           |
| Garena Free Fire                    | 2017       | $1 tỉ (tính đến 2019)                                                            | | Garena                                   | Di động                 | Sinh tồn (Battle royale)                 |